# Liste des députés de la Creuse
Cet article dresse la liste des députés de la Creuse.

## Monarchie constitutionnelle française
| Député                                     | Mouvement politique | Mandat             | Durée du mandat |
| ------------------------------------------ | ------------------- | ------------------ | --------------- |
| Jean-Baptiste Voysin de Gartempe           | Modéré              | 1791-1792          | 1 an            |
| Claude Delafont                            | Patriote            | 1791-1792          | 1 an            |
| Joseph Cornudet des Chaumettes             |                     | 1791-1792          | 1 an            |
| Marc-Antoine Laumon                        | Patriote            | 1791-1792          | 1 an            |
| Jean-François Guyès                        | Patriote            | 1791-1792          | 1 an            |
| Jean Ballet                                |                     | 1791-1792          | 1 an            |
| Marc-Antoine Huguet                        | Patriote            | 1791-1792          | 1 an            |
| Antoine Banassat                           |                     | 1789-1791          | 2 ans           |
| François Goubert                           | Patriote            | 1789-1791          | 2 ans           |
| Charles de Biencourt                       | Patriote            | 1789-1791          | 2 ans           |
| Jean-Louis Matterel de Saint-Maixent       | Conservateur        | 1789 (démissionne) | 1 an            |
| Pierre-Augustin Laboreys de Château-Favier |                     | 1789-1791          | 2 ans           |
| Philippe-Sylvain Tournyol-Duclos           |                     | 1789-1791          | 2 ans           |
| Léonard Bandy de Lachaud                   |                     | 1789-1791          | 2 ans           |
| Jean-Baptiste Grellet de Beauregard        |                     | 1789-1791          | 2 ans           |

## Assemblée législative (1791-1792)
- Jean-François Guyès
- Marc-Antoine Laumon
- Jean Ballet
- Jean-Baptiste Voysin de Gartempe
- Joseph Cornudet des Chaumettes
- Marc-Antoine Huguet
- Claude Delafont

## Convention nationale(1792-1795)
| Député                           | Mouvement politique | Mandat    | Durée du mandat |
| -------------------------------- | ------------------- | --------- | --------------- |
| Gilbert-Amable Faure-Conac       | Républicain         | 1793-1795 | 2 ans           |
| Léonard-Michel Texier-Mortegoute | Républicain modéré  | 1792-1795 | 3 ans           |
| Jean-François Barailon           | Républicain modéré  | 1792-1795 | 3 ans           |
| Louis Jorrand                    | Républicain modéré  | 1792-1795 | 3 ans           |
| Jean-François Guyès              | Montagnard          | 1792-1793 | 1 an            |
| Jean-Baptiste Coutisson-Dumas    | Républicain         | 1792-1795 | 3 ans           |
| Jean Debourges                   | Républicain modéré  | 1792-1795 | 3 ans           |
| Marc-Antoine Huguet              | Montagnard          | 1792-1795 | 3 ans           |

## Conseil des Cinq-Cents(1795-1799)
- François-Godefroy Desaincthorent
- Marc-Antoine Laumon
- Jean Dissandes-Moulevade
- Louis Jorrand
- Gilbert-Amable Faure-Conac
- Léonard-Michel Texier-Mortegoute
- Jean-François Barailon

## Corps législatif(1800-1814)
- Marc-Antoine Laumon
- Joseph-Claude-Louis Colaud de La Salcette
- Jean-Baptiste Grellet de La Rouzière
- Louis Aubusson de Soubrebost
- Jean-François Barailon

## Chambre des députés des départements (1reRestauration)
- Joseph-Claude-Louis Colaud de La Salcette
- Louis Aubusson de Soubrebost

## Chambre des représentants (Cent-Jours)
- André Leyraud
- Joseph Joulietton
- Marc-Antoine Laumon
- Jean Ballet
- Gilbert Bandy de Nalèche
- Jean Debourges

## Chambre des députés des départements (2eRestauration)

### Irelégislature(1815–1816)
- Louis Léonard Michelet de Villemonteil
- Jean-Baptiste Voysin de Gartempe
- Léonard André Tixier de La Chapelle
- Jean Gilles Joseph Gerbaud

### IIelégislature(1816-1823)
- Joseph-Charles Aubusson de Soubrebost
- Jacques Mestadier
- Antoine Tibord du Chalard
- Louis Léonard Michelet de Villemonteil
- Jean-Baptiste Voysin de Gartempe
- Claude Augier de Chezeau

### IIIelégislature(1824-1827)
- Jacques Mestadier
- Claude Augier de Chezeau
- Léonard André Tixier de La Chapelle

### IVelégislature(1828-1830)
- Jacques Mestadier
- Antoine Tibord du Chalard
- Jean-Baptiste Voysin de Gartempe

### Velégislature(23 juin 1830-28 juillet 1830)
- Antoine Tibord du Chalard
- Jean-Baptiste Voysin de Gartempe

## Chambre des députés (Monarchie de Juillet)

### IreLégislature(1830-1831)
- Jacques Mestadier
- Antoine Tibord du Chalard
- Jean-Baptiste Voysin de Gartempe

### IIeLégislature(1831-1834)
- Adolphe Bourgeois
- Joseph Charles Tixier-Lachassagne
- Étienne-Émile Cornudet des Chaumettes
- André Leyraud
- Jean-Baptiste Voysin de Gartempe

### IIIeLégislature(1834-1837)
- Jean Desaincthorent
- Étienne-Émile Cornudet des Chaumettes
- André Leyraud

### IVeLégislature(1837-1839)
- Émile de Girardin
- Jean Desaincthorent
- Étienne-Émile Cornudet des Chaumettes
- André Leyraud

### VeLégislature(1839-1842)
- Émile de Girardin
- Jean Desaincthorent
- Étienne-Émile Cornudet des Chaumettes
- André Leyraud
- André Adolphe Dulery de Peyramont André Dulery de Peyramont

### VIeLégislature(1842-1846)
- Louis-Jean-Henry Aubusson de Soubrebost
- Antoine Regnauld
- Étienne-Émile Cornudet des Chaumettes
- André Leyraud

### VIIeLégislature(17/08/1846-24/02/1848)
- Charles Sallandrouze de Lamornaix
- Antoine Regnauld
- Émile de Girardin
- André Leyraud

## Deuxième République
| Député                            | Mouvement politique               | Mandat    | Durée du mandat |
| --------------------------------- | --------------------------------- | --------- | --------------- |
| Martin Nadaud                     | Démocrate-socialiste (Montagnard) | 1849-1851 | 2 ans           |
| Jean-Alexis Moreau                | Démocrate-socialiste (Montagnard) | 1849-1851 | 2 ans           |
| Jules Leroux                      | Démocrate-socialiste (Montagnard) | 1849-1851 | 2 ans           |
| Joseph Delavallade                | Démocrate-socialiste (Montagnard) | 1849-1851 | 2 ans           |
| Sylvain Guizard                   | Démocrate-socialiste (Montagnard) | 1848-1851 | 3 ans           |
| Joseph Edmond Fayolle             | Républicain modéré                | 1848-1851 | 3 ans           |
| Jean Desaincthorent               | Monarchiste légitimiste           | 1848-1849 | 1 an            |
| François Lassare                  | Conservateur                      | 1848-1849 | 1 an            |
| Félix Lecler                      | Républicain modéré                | 1848-1849 | 1 an            |
| André Leyraud                     | Conservateur                      | 1848-1849 | 1 an            |
| Charles Sallandrouze de Lamornaix | Conservateur                      | 1848-1849 | 1 an            |

## Second Empire

### Irelégislature(1852-1857)
- Charles Sallandrouze de Lamornaix
- Édouard Delamarre

### IIelégislature(1857-1863)
- Charles Sallandrouze de Lamornaix
- Édouard Delamarre

### IIIelégislature(1863-1869)
- Charles Sallandrouze de Lamornaix, décédé en 1867, remplacé par Joseph-Alfred Cornudet des Chaumettes
- Édouard Delamarre

### IVelégislature(1869-1870)
- Joseph-Alfred Cornudet des Chaumettes
- Édouard Delamarre

## Troisième République
| Député                              | Parti ou groupe politique                        | Mandat                   | Durée du mandat |
| ----------------------------------- | ------------------------------------------------ | ------------------------ | --------------- |
| Ernest Sourioux                     | IURN (Droite nationaliste)                       | 1939-1942                | 3 ans           |
| Sylvain Blanchet                    | SFIO                                             | 1936-1942                | 6 ans           |
| Auguste Chambonnet                  | Parti républicain, radical et radical-socialiste | 1936-1939                | 3 ans           |
| Albert Rivière                      | SFIO                                             | 1928-1942                | 14 ans          |
| Camille Riffaterre                  | Républicain-socialiste puis SFIO en 1928         | 1928-1942                | 14 ans          |
| Camille Ferrand                     | Parti républicain, radical et radical-socialiste | 1928-1936                | 10 ans          |
| Gabriel Adenis                      | Gauche républicaine démocratique                 | 1924-1928                | 4 ans           |
| Camille Benassy                     | SFIO                                             | 1924-1928 puis 1931-1936 | 9 ans           |
| Gaston Treignier                    | Parti républicain, radical et radical-socialiste | 1914-1919                | 5 ans           |
| François Binet                      | Parti républicain, radical et radical-socialiste | 1908-1914 puis 1919-1928 | 15 ans          |
| Henri Connevot                      | Parti républicain, radical et radical-socialiste | 1914-1931                | 17 ans          |
| Léonce Marlaud                      | Parti républicain, radical et radical-socialiste | 1912-1914                | 2 ans           |
| René Viviani                        | Républicain-socialiste                           | 1910-1922                | 12 ans          |
| Victor Judet                        | Parti républicain, radical et radical-socialiste | 1907-1924                | 15 ans          |
| Jean Judet                          | Parti républicain, radical et radical-socialiste | 1902-1907                | 5 ans           |
| Armand Berton                       | Radical-socialiste                               | 1898-1902                | 4 ans           |
| Hippolyte Simonet                   | Parti républicain, radical et radical-socialiste | 1903-1912                | 9 ans           |
| Émile Cornudet des Chaumettes       | Union républicaine (Gambetta)                    | 1882-1902                | 20 ans          |
| Honoré Martinon                     | Républicain modéré                               | 1889-1898                | 9 ans           |
| Antonin Desfarges                   | Républicain-socialiste                           | 1893-1910                | 17 ans          |
| Pierre Mazière                      | Radical-socialiste                               | 1902-1903                | 1 an            |
| Louis Mazeron                       | Républicain modéré                               | 1882-1885                | 7 ans           |
| Alphonse Defumade                   | Gauche républicaine (Ferry)                      | 1893-1898 puis 1902-1907 | 10 ans          |
| Amédée Le Faure                     | Union républicaine (Gambetta)                    | 1879-1881                | 2 ans           |
| Auguste Lacôte                      | Républicain radical                              | 1881-1898                | 19 ans          |
| Alfred Tardif                       | Républicain modéré                               | 1893-1898                | 5 ans           |
| Siméon Aucouturier                  | Radical-socialiste                               | 1898-1902                | 4 ans           |
| Armand Fourot                       | Union républicaine (Gambetta)                    | 1876-1882                | 6 ans           |
| Martin Nadaud                       | Union républicaine (Gambetta)                    | 1876-1889                | 13 ans          |
| Camille Cousset                     | Républicain radical                              | 1885-1893                | 8 ans           |
| Émile Coutisson                     | Boulangiste                                      | 1889-1893                | 4 ans           |
| Émile Jacques-Palotte               | Gauche républicaine (Ferry)                      | 1871-1876                | 5 ans           |
| Louis Bandy de Nalèche              | Républicain modéré                               | 1876-1879                | 3 ans           |
| Louis Étienne Delille               | Conservateur                                     | 1871-1876                | 5 ans           |
| Eugène Parry                        | Union républicaine (Gambetta)                    | 1876-1885                | 9 ans           |
| Jean-Marie-Théophile Desaincthorent | Monarchiste légitimiste                          | 1871-1876                | 5 ans           |
| François de La Roche-Aymon          | Monarchiste légitimiste                          | 1871-1876                | 5 ans           |
| Léonce Guilhaud de Lavergne         | Monarchiste orléaniste                           | 1871-1876                | 5 ans           |
| Jean-Alexis Moreau                  | Républicain radical                              | 1876-1881                | 5 ans           |

## Gouvernement Provisoire de la République Française

### Première assemblée constituante (1945-1946)
- Auguste Tourtaud (PCF)
- Roger Cerclier (SFIO)
- Pierre Bourdan (UDSR)

### Deuxième assemblée constituante (juin-novembre 1946)
- Auguste Tourtaud (PCF)
- Roger Cerclier (SFIO)
- Pierre Bourdan (UDSR)

## Quatrième République

### Première Législature (1946-1951)
- Auguste Tourtaud (PCF)
- Jean-Louis Dumet (PCF)
- Roger Cerclier (SFIO), décédé le 15 novembre 1950, remplacé par Anselme Florand (SFIO)

### Deuxième Législature (1951-1956)
- Auguste Tourtaud (PCF)
- Anselme Florand (SFIO)
- Olivier de Pierrebourg (Radical)

### Troisième Législature (1956-1958)
- Auguste Tourtaud (PCF)
- Anselme Florand (SFIO)
- Olivier de Pierrebourg (Radical)

## Cinquième République

### Irelégislature(1958-1962)
| Circonscription     | Identité                                       | Parti   | À partir du     | Jusqu'au       | Note |
| ------------------- | ---------------------------------------------- | ------- | --------------- | -------------- | ---- |
| 1re circonscription | Olivier de Pierrebourg (suppléant : René Jany) | Radical | 9 décembre 1958 | 9 octobre 1962 |      |
| 2e circonscription  | André Chandernagor (suppléant : Julien Nicaud) | SFIO    | 9 décembre 1958 | 9 octobre 1962 |      |

### IIelégislature(1962-1967)
| Circonscription     | Identité                                        | Parti   | À partir du     | Jusqu'au     | Note |
| ------------------- | ----------------------------------------------- | ------- | --------------- | ------------ | ---- |
| 1re circonscription | Olivier de Pierrebourg (suppléant : Jean Mazet) | Radical | 6 décembre 1962 | 2 avril 1967 |      |
| 2e circonscription  | André Chandernagor (suppléant : Fernand Gory)   | SFIO    | 6 décembre 1962 | 2 avril 1967 |      |

### IIIelégislature(1967-1968)
| Circonscription     | Identité                                          | Parti | À partir du  | Jusqu'au    | Note |
| ------------------- | ------------------------------------------------- | ----- | ------------ | ----------- | ---- |
| 1re circonscription | Olivier de Pierrebourg (suppléant : André Canthe) | CD    | 3 avril 1967 | 30 mai 1968 |      |
| 2e circonscription  | André Chandernagor (suppléant : Fernand Gory)     | SFIO  | 3 avril 1967 | 30 mai 1968 |      |

### IVelégislature(1968-1973)
| Circonscription     | Identité                                        | Parti   | À partir du     | Jusqu'au       | Note |
| ------------------- | ----------------------------------------------- | ------- | --------------- | -------------- | ---- |
| 1re circonscription | Olivier de Pierrebourg (suppléant : Jean Mazet) | app.UDR | 11 juillet 1968 | 1er avril 1973 |      |
| 2e circonscription  | André Chandernagor (suppléant : Fernand Gory)   | SFIO    | 11 juillet 1968 | 1er avril 1973 |      |

### Velégislature(1973-1978)
| Circonscription     | Identité                                      | Parti | À partir du  | Jusqu'au     | Note |
| ------------------- | --------------------------------------------- | ----- | ------------ | ------------ | ---- |
| 1re circonscription | Guy Beck (suppléant : Jean Monteiller)        | PS    | 2 avril 1973 | 2 avril 1978 |      |
| 2e circonscription  | André Chandernagor (suppléant : Fernand Gory) | PS    | 2 avril 1973 | 2 avril 1978 |      |

### VIelégislature(1978-1981)
| Circonscription     | Identité                                        | Parti | À partir du  | Jusqu'au    | Note |
| ------------------- | ----------------------------------------------- | ----- | ------------ | ----------- | ---- |
| 1re circonscription | Jean-Claude Pasty (suppléant : Xavier Lansade)  | RPR   | 3 avril 1978 | 22 mai 1981 |      |
| 2e circonscription  | André Chandernagor (suppléant : William Chervy) | PS    | 3 avril 1978 | 22 mai 1981 |      |

### VIIelégislature(1981-1986)
| Circonscription     | Identité                                 | Parti | À partir du     | Jusqu'au        | Note |
| ------------------- | ---------------------------------------- | ----- | --------------- | --------------- | ---- |
| 1re circonscription | André Lejeune (suppléant : André Leprat) | PS    | 2 juillet 1981  | 1er avril 1986  |      |
| 2e circonscription  | André Chandernagor                       | PS    | 2 juillet 1981  | 24 juillet 1981 | Gvt  |
| 2e circonscription  | Nelly Commergnat (suppléante)            | PS    | 25 juillet 1981 | 1er avril 1986  |      |

### VIIIelégislature(1986-1988)
2 députés élus à la proportionnelle:
- Jacques Chartron (RPR)
- André Lejeune (PS)

### IXelégislature(1988-1993)
| Circonscription     | Identité                                           | Parti | À partir du  | Jusqu'au       | Note |
| ------------------- | -------------------------------------------------- | ----- | ------------ | -------------- | ---- |
| 1re circonscription | André Lejeune (suppléant : Guy Moutaud)            | PS    | 23 juin 1988 | 1er avril 1993 |      |
| 2e circonscription  | Gaston Rimareix (suppléant : Thierry Chandernagor) | PS    | 23 juin 1988 | 1er avril 1993 |      |

### Xelégislature(1993-1997)
| Circonscription     | Identité                                           | Parti   | À partir du  | Jusqu'au      | Note |
| ------------------- | -------------------------------------------------- | ------- | ------------ | ------------- | ---- |
| 1re circonscription | Bernard de Froment (suppléant : Élie Giraud)       | RPR     | 2 avril 1993 | 21 avril 1997 |      |
| 2e circonscription  | Jean Auclair (suppléant : Guy de Lamberterie, UDF) | DVD-RPR | 2 avril 1993 | 21 avril 1997 |      |

### XIelégislature(1997-2002)
| Circonscription     | Identité                                           | Parti | À partir du   | Jusqu'au     | Note |
| ------------------- | -------------------------------------------------- | ----- | ------------- | ------------ | ---- |
| 1re circonscription | Michel Vergnier (suppléant : Yves Furet)           | PS    | 1er juin 1997 | 18 juin 2002 |      |
| 2e circonscription  | Jean Auclair (suppléant : Guy de Lamberterie, UDF) | RPR   | 1er juin 1997 | 18 juin 2002 |      |

### XIIelégislature(2002-2007)
| Circonscription     | Identité                                   | Parti        | À partir du  | Jusqu'au     | Note |
| ------------------- | ------------------------------------------ | ------------ | ------------ | ------------ | ---- |
| 1re circonscription | Michel Vergnier (suppléant : Yves Furet)   | PS           | 19 juin 2002 | 19 juin 2007 |      |
| 2e circonscription  | Jean Auclair (suppléante : Olivia Sebenne) | RPR puis UMP | 19 juin 2002 | 19 juin 2007 |      |

### XIIIelégislature(2007-2012)
| Circonscription     | Identité                                    | Parti | À partir du  | Jusqu'au     | Note |
| ------------------- | ------------------------------------------- | ----- | ------------ | ------------ | ---- |
| 1re circonscription | Michel Vergnier (suppléant : Yves Furet)    | PS    | 20 juin 2007 | 19 juin 2012 |      |
| 2e circonscription  | Jean Auclair (suppléante : Valérie Simonet) | UMP   | 20 juin 2007 | 19 juin 2012 |      |

Depuis 2012, la Creuse n'a plus qu'un seul député.

### XIVelégislature(2012-2017)
| Circonscription     | Identité                                       | Parti | À partir du  | Jusqu'au     | Note |
| ------------------- | ---------------------------------------------- | ----- | ------------ | ------------ | ---- |
| 1re circonscription | Michel Vergnier (suppléante : Martine Laporte) | PS    | 20 juin 2012 | 20 juin 2017 |      |

### XVelégislature(2017-2022)
| Circonscription     | Identité                                            | Parti | À partir du  | Jusqu'au     | Note |
| ------------------- | --------------------------------------------------- | ----- | ------------ | ------------ | ---- |
| 1re circonscription | Jean-Baptiste Moreau (suppléant : Vincent Turpinat) | REM   | 21 juin 2017 | 21 juin 2022 |      |

### XVIelégislature(2022-2024)
| Circonscription     | Identité                                              | Parti | À partir du  | Jusqu'au    | Note |
| ------------------- | ----------------------------------------------------- | ----- | ------------ | ----------- | ---- |
| 1re circonscription | Catherine Couturier (suppléant : Arnaud Chapal, EELV) | LFI   | 22 juin 2022 | 9 juin 2024 |      |

### XVIIelégislature(2024-)
| Circonscription     | Identité                                        | Parti | À partir du     | Jusqu'au | Note |
| ------------------- | ----------------------------------------------- | ----- | --------------- | -------- | ---- |
| 1re circonscription | Bartolomé Lenoir (suppléante : Laurianne Walle) | RAD   | 18 juillet 2024 |          |      |

## Annexe